# Montaigu-les-Bois

Montaigu-les-Bois este o comună în departamentul Manche, Franța. În 1 ianuarie 2022 avea o populație de 208 de locuitori.